# De västra regionernas protektorat

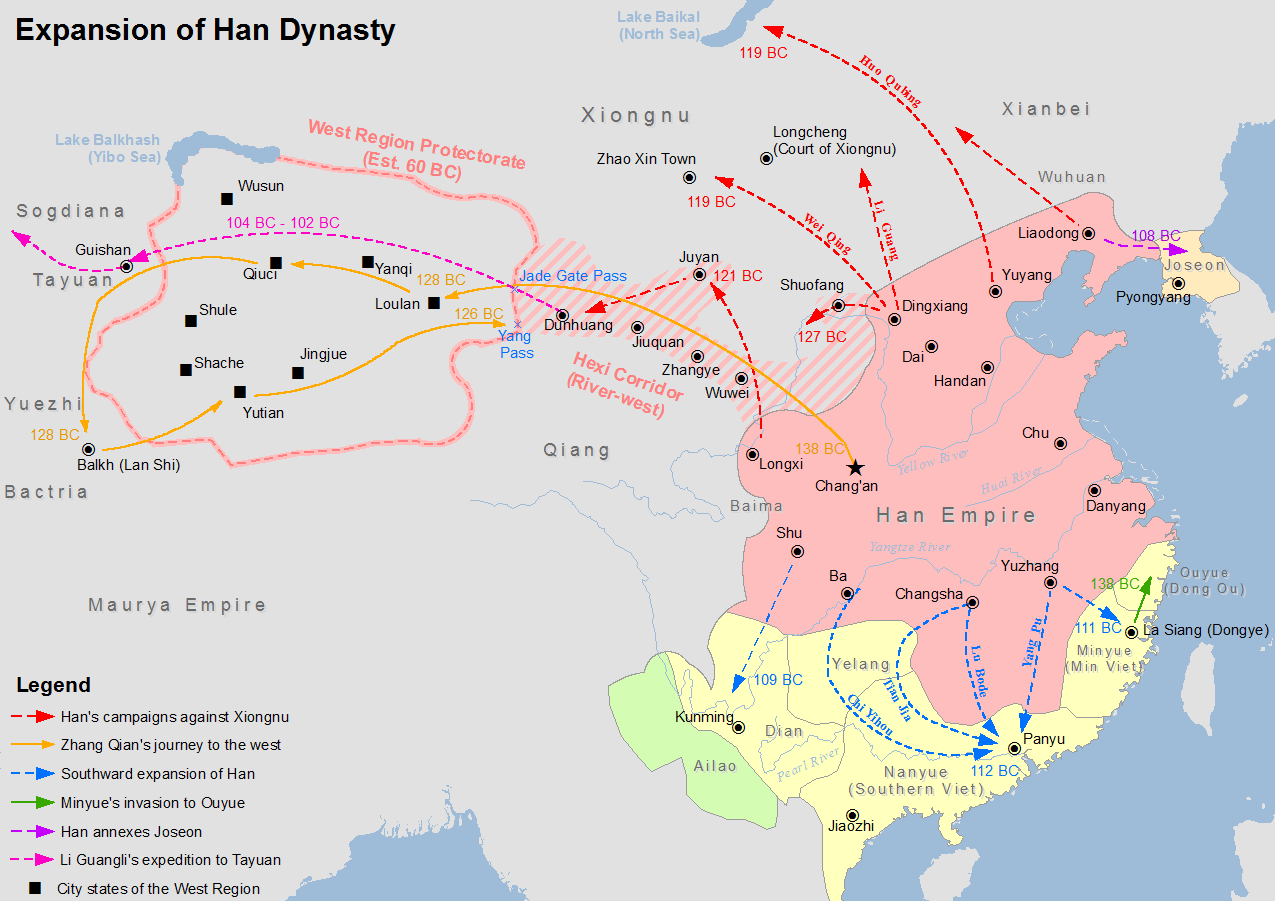
Expansion of the Han dynasty into the Western Regions

De västra regionernas protektorat (förenklad kinesiska: 西域都护府; traditionell kinesiska: 西域都護府; pinyin: Xīyù Dūhù Fǔ; Wade–Giles: Hsi1-yü4 Tu1-hu4 Fu3) var ett administrativt område, ett protektorat, i de så kallade "västra regionerna" under Kina från handynastins tid år 59 eller 60 f.Kr. till de De sexton kungadömenas slut år 439 e.Kr.
Det var Kinas första styre i Centralasien. Det bestod av flera vasallstater med kinesiska garnisoner placerade under Kinas protektor-general över de Västra regionerna, som utnämndes av Kina.